# الکساندر لاکازت
الکساندر لاکازت (فرانسوی: Alexandre Lacazette‎؛ زادهٔ ۲۸ مهٔ ۱۹۹۱) بازیکن فوتبال اهل فرانسه است که در پست مهاجم برای باشگاه نئوم در لیگ حرفه‌ای عربستان بازی می‌کند.
لاکازت در فصل ۱۵–۲۰۱۴ با ۲۷ گل، بالاتر از آندره پیر جیجناک، زلاتان ابراهیموویچ و ادینسون کاوانی آقای گل لوشامپیونه شد.
او در سال ۲۰۱۷ با مبلغی که ۵۲/۶ میلیون پوند اعلام شده بود از لیون به آرسنال پیوست و به گران‌ترین خرید تاریخ باشگاه آرسنال تبدیل شد.
بازیکنی که با مبلغ ۵۲/۶ میلیون پوند از لیون به آرسنال پیوست،چند سال بعد با قردادی آزاد به لیون برگشت.

## زندگی حرفه‌ای
الکساندر در ۲۸ مه ۱۹۹۱ در گوادلوپ به دنیا آمد. او کوچکترین پسر خانواده از ۴ پسر خانواده بود.